# 劉昌 (正統進士)
劉昌（1424年—1480年），字欽謨，号椶园，直隸蘇州府吳縣（今屬江蘇省蘇州市）南濠里人，軍籍。明朝學者、藏書家、政治人物。正統甲子解元，聯捷進士。官至廣東參政。有文名，著作頗豐。

## 生平
正統九年（1444年），甲子科應天府鄉試第一（解元），年方弱冠。正統十年（1445年），聯捷乙丑科會元，殿試二甲進士，授南京工部主事，迁河南提学副使。
天順元年（1457年），罷歸應天府。累官至廣東布政使司參政。

## 著作
劉昌為文贍麗，詩宗盛唐，一時稱為名家。著有《中州名賢文表》、《苏州续志》、《五台集》、《河南志》、《姑苏志》、《文集》等书。藏书甚富，其所藏之书，可與崑山叶盛相較。

## 家族
曾祖父劉子安。祖父劉大祐。父亲劉公禮。